# NGC 6628
NGC 6628 é uma galáxia lenticular (S0) localizada na direcção da constelação de Hercules. Possui uma declinação de +23° 28' 39" e uma ascensão recta de 18 horas, 22 minutos e 21,7 segundos.
A galáxia NGC 6628 foi descoberta em 6 de Junho de 1864 por Albert Marth.